# 第五長良川橋梁
第五長良川橋梁（だいごながらがわきょうりょう）は、岐阜県郡上市にある、長良川に架かる長良川鉄道の橋梁である。現在の橋梁は2代目（仮設の橋を含めると3代目）である。
橋梁の一部は、静岡県大井川にかかる東海道本線大井川橋梁を再利用した橋梁であり、明治時代の橋梁が現存している。
再利用のために橋梁の一部を宮地鉄工所波田工場にて改造している。

## 概要
3径間の単純鋼桁および単純鋼トラスにて構成されている。中央径間は、1911年（明治44年）にアメリカン・ブリッジが製作した東海道本線大井川橋りょうを転用した鋼曲弦ピントラスである。
- 種別 - 鋼鉄道橋
- 橋長 - 114.0m（112.7mの資料もある）
- 形式・径間長
  - 単線上路プレートガーダー 25.4m×1連
  - 単線曲弦プラットトラス 62.4m×1連
  - 単線上路プレートガーダー 22.3m×1連
- 活荷重 - KS-14
- 区間 - 深戸駅-相生駅
- 下部工 - 鉄筋コンクリート橋脚・直接基礎
- 完成年度 - 1960年（昭和35年）

## 沿革
- 1929年（昭和4年）12月8日 - 国鉄越美南線 深戸駅～郡上八幡駅間開通により、供用開始。
- 1959年（昭和34年）9月27日 - 伊勢湾台風により流出。
- 1959年（昭和34年）12月16日 - 仮設の橋梁で仮復旧する。仮設の橋梁は支間35m、7列2段組み重構桁であった。
注：重構桁とは、旧陸軍の工兵（鉄道連隊）が、鉄道橋の応急修理に用いた分解可搬式のトラス桁。戦後その技術が民間に流用されている。
- 1960年（昭和35年） - 東海道本線大井川橋梁を移設再利用し、再度供用開始。復旧に際して、橋脚は新たに築かれている。

## その他
- 長良川鉄道には、長良川に架かる橋梁が6箇所ある。第五長良川橋梁は、長良川下流側より5番目の橋梁である。